# Linda Valori
Linda Valori, più nota come Linda (San Benedetto del Tronto, 3 settembre 1978), è una cantante, cantautrice e compositrice italiana.
Figlia di madre rumena e padre italiano.
Scoperta da Tony Renis e Simona Ventura, partecipa al Festival di Sanremo 2004 con Aria sole terra e mare, conquistando il terzo posto.
Nel 2005 partecipa al reality show Music Farm, successivamente pubblica il primo album La forma delle nuvole contenente il singolo Domani stai con me (scritta in collaborazione con Gary Barlow compositore e cantante dei Take That) con il quale vince il concorso canoro internazionale Cerbul de Aur a Brașov in Romania.
Viene invitata ad esibirsi per ben 6 volte innanzi ai pontefici Giovanni Paolo II, Benedetto XVI e Papa Francesco.
Nel 2007 partecipa allo spettacolo televisivo di Rai 1 Tutte donne tranne me di Massimo Ranieri, con il quale incide la cover della nota canzone di quest'ultimo Se bruciasse la città.
Nell'estate del 2008 incide il singolo Pasolini scrive, scritto da Maurizio Fabrizio (con citazioni di Pier Paolo Pasolini stesso), brano contenuto nel secondo album Tutti quelli pubblicato nel 2010.
Nel 2013, dopo alcuni anni di collaborazione con la Raisin' Music, società di produzione discografica di Chicago e Larry Skoller, esce l'album Days like This.

## Biografia

### Gli esordi
Già nel 1995 è attiva nel mondo della musica, quando vince il 2º premio della critica al Concorso Nazionale Una nuova voce italiana tenutosi a Milano.
Nell'estate del 1997 esce con i brani Disco Fever e Celebration, nel progetto Carl ft. Music Mind.
Dopo cinque anni, nel 2000 partecipa al Concorso Nazionale Voci Nuove vincendo il premio per la migliore espressione vocale oltre che a risultare vincitrice assoluta e superare le selezioni del programma Popstars, andato in onda su Italia 1, senza però entrare a far parte delle cinque ragazze che hanno composto le Lollipop.

### Il terzo posto a Sanremo
Nel 2002 vince il premio Mia Martini: Giovani per l'Europa, e nel 2004, a marzo, partecipa alla 54ª edizione del Festival di Sanremo con la canzone Aria sole terra e mare, classificandosi al terzo posto della classifica generale.

### L'incontro con Papa Giovanni Paolo II e Papa Benedetto XVI
Dopo il terzo posto al Festival di Sanremo 2004 Linda si esibisce il 1º aprile 2004 per Papa Giovanni Paolo II, davanti ai 20 000 giovani arrivati in Piazza San Pietro a Roma in occasione della Giornata Mondiale della Gioventù. Pochi giorni dopo, sempre a Roma, ma in Piazza San Giovanni, ha partecipato al concerto 50º Canzonissima per la Rai. Il 4 settembre è stata chiamata a cantare nuovamente per l'arrivo del Papa Giovanni Paolo II a Loreto, nelle Marche, in occasione del meeting dell'Azione Cattolica. L'estate successiva, Linda partecipa a Una voce per la pace a San Giovanni Rotondo. Invitata al Festival Giovani Artisti per la Pace di Assisi è stata insignita del premio Giovane artista per la pace. 
Il 28 maggio 2005, Linda è a Bari, in occasione del Congresso Eucaristico dove ha avuto l'opportunità di cantare in occasione della giornata di festa organizzata per l'arrivo del Pontefice Benedetto XVI. Il 10 giugno 2005 pubblica il suo primo album La forma delle nuvole. Nel settembre dello stesso anno è ospite in occasione della XX Giornata mondiale della gioventù a Colonia.
Nell'estate 2006 Linda è impegnata nel La forma delle nuvole Tour, che prevede più di 40 date, ed è tra i protagonisti della Messa Umilis in versione lirica a Castel Gandolfo.
Nel 2011 duetta insieme al cantante Gatto Panceri in occasione del XXV Congresso Eucaristico Nazionale ad Ancona trasmesso in diretta da RaiUno
.

### Massimo Ranieri
Dal 2006 inizia la collaborazione con Massimo Ranieri, prima con l'incisione del nuovo album del cantante/attore napoletano nel brano Se bruciasse la città, poi con la partecipazione alla trasmissione televisiva Tutte donne tranne me nel quale Linda è ospite fissa. Il sodalizio artistico con Ranieri è proseguito nella versione teatrale del programma televisivo, portando Linda ad esibirsi nelle maggiori piazze del Bel Paese, partendo da Napoli, passando per Piazza San Marco a Venezia e lo Stadio Olimpico di Roma.
La lunga esperienza artistica con Ranieri avvicina Linda al compositore e cantante Maurizio Fabrizio, che scrive per lei Pasolini scrive, edito come singolo nell'estate del 2008 e successivamente contenuto dell'album Tutti quelli del 2010.

### Televisione
La notte del 31 dicembre 2004 partecipa allo show Rai  L'anno che verrà organizzato da Raiuno a Rimini e condotto da Carlo Conti. 
Nel febbraio del 2005, dopo diverse apparizioni in programmi televisivi della Rai, è stata scelta per entrare a far parte, insieme ad altri dieci cantanti italiani del cast di Music Farm, il reality show di Rai 2 tutto dedicato alla musica.
Dal 2008 al 2009 partecipa come ospite fissa al programma televisivo Rai Domenica In condotto da Lorena Bianchetti.
Nel 2009 e 2010 partecipa nuovamente alle edizioni della trasmissione Rai L'anno che verrà, condotte da Fabrizio Frizzi (2009), Pino Insegno e Mara Venier (2010).
Nell'autunno 2010 presenta il suo singolo Quelli che hanno un cuore, brano che anticipa la pubblicazione del secondo album, Tutti quelli, pubblicato nel dicembre dello stesso anno dall'etichetta discografica NAR International.
Nel 2011 viene chiamata dalla Benetton per interpretare la canzone di Nina Simone Ain't Got No, I Got Life che verrà inserita come colonna sonora nello spot pubblicitario della collezione abbigliamento autunno/inverno dello stesso anno.

### Fuori dall'Italia
Nel 2004 vince la 3ª edizione del Festival del Mediterraneo a Fethiye in Turchia, ricevendo inoltre il premio della critica, miglior testo, miglior melodia e miglior arrangiamento.
Dopo i numerosi concerti in Italia, espatria con delle tappe all'estero e con una tournée negli Stati Uniti d'America dov'è stata impegnata in una serie di appuntamenti musicali, tornandovi in dicembre con Sanremo nel mondo ad Atlantic City.
Nel settembre del 2005 vince il concorso internazionale Cerbul de Aur, a Brașov, in Romania.

### Walt Disney
Nel 2005 interpreta la colonna sonora del cartone animato della Walt Disney  Chicken Little uscito nelle sale cinematografiche italiane il 2 dicembre. In questo ruolo Linda sostituisce la grande voce di Patti LaBelle nel brano Muoviti. In concomitanza con l'uscita del film viaggia di pari passo il lancio del singolo, L'anima che ho, tratto dall'album La forma delle nuvole.

### L'albumDays like Thise Chicago
Nel gennaio 2013 esce l'album Days like This. Il lavoro è stato realizzato con la collaborazione di Larry Skoller (direzione artistica) e di musicisti quali Keith Henderson (chitarra), Tim Gant (tastiere), Bill Dickens (basso) e Khari Parker (batteria). Il mixaggio, registrazione e masterizzazione sono stati affidati all'Ing. Blaise Barton - vincitore nell'anno 2010 di un Grammy Award nella sezione Engineers/mixers - categoria Best traditional blues album.

### L'incontro con Papa Francesco
Nell'ottobre 2013 viene invitata da Papa Francesco in Piazza San Pietro per l'Incontro con le famiglie.
Nel luglio 2014 viene nuovamente invitata per l'incontro dei giovani e Papa Francesco in Molise.

## Discografia

### Album in studio
- 2005 - La forma delle nuvole
- 2010 - Tutti quelli
- 2013 - Days like This